# Allika (Saue)
Allika is een plaats in de Estlandse gemeente Saue vald, provincie Harjumaa. De plaats heeft de status van dorp (Estisch: küla).
Allika behoorde tot in oktober 2017 bij de gemeente Kernu. In die maand werd Kernu bij de gemeente Saue vald gevoegd.

## Bevolking
Het dorp had 52 inwoners op 31 december 2011 en 49 inwoners op 31 december 2021.